# 영주선비문화축제
영주선비문화축제는 경상북도 영주시에서 개최하는 축전이다. 2008년부터 개최하고 있다.